# Janosch Brugger
Pour les articles homonymes, voir Brugger.

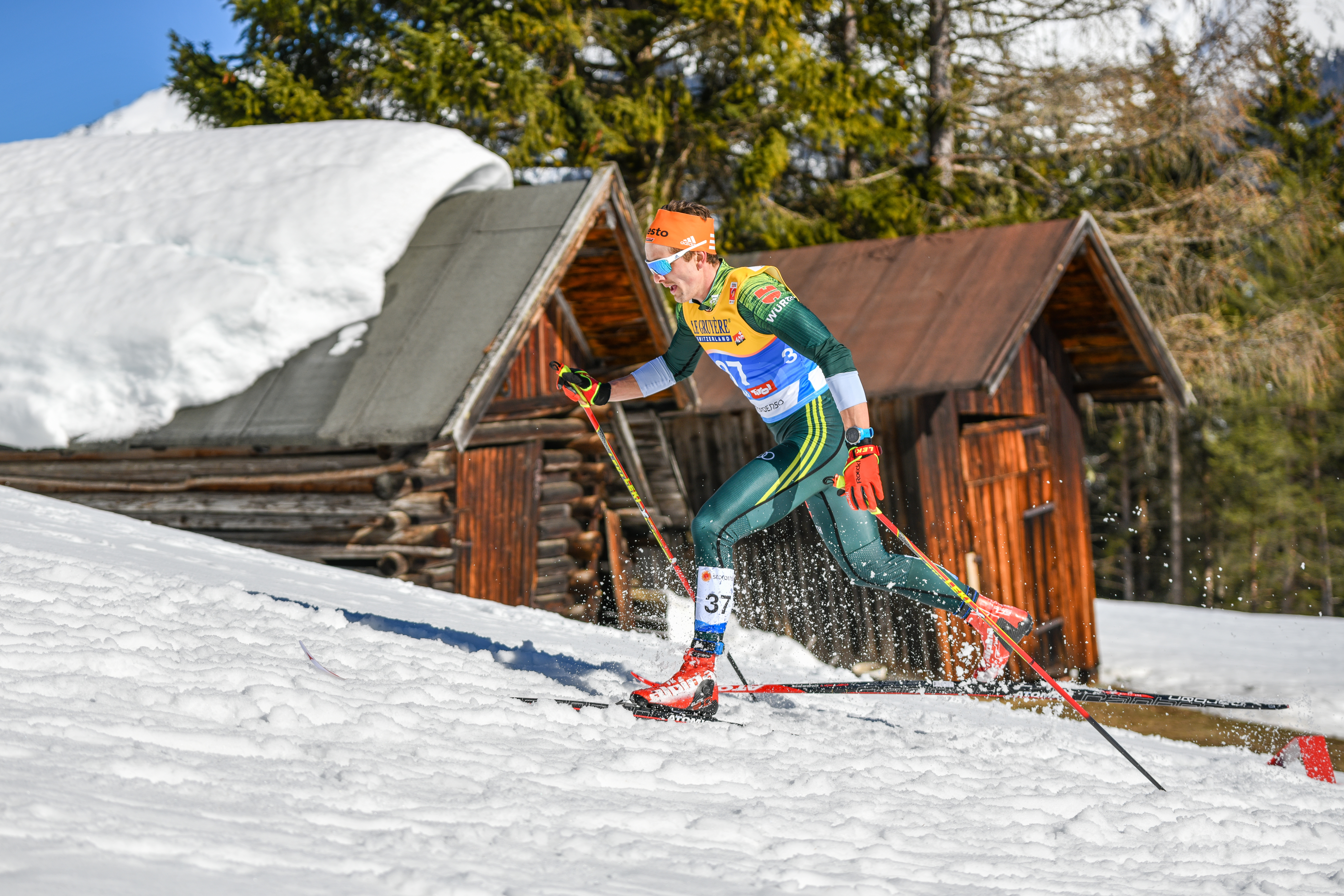
Janosch Brugger lors des Championnats du monde de ski nordique 2019, course de 15km en mode classique. Février 2019.

Janosch Brugger, né le 6 juin 1997 à Titisee-Neustadt, est un fondeur allemand.

## Biographie
Janosch Brugger, licencié au WSG Schluchsee, prend part à ses premières compétitions officielles junior à partir de 2012. Il remporte plusieurs de ce genre de course dès 2013 et prend part aux Championnats du monde junior en 2014, mais surtout au Festival olympique de la jeunesse européenne en 2015, où il compte trois podiums. Il remporte notamment la médaille d'or au 7,5 kilomètres libre. Aux Championnats du monde junior 2016, il est notamment cinquième du dix kilomètres classique. Cette année-là, il est diplômé de l'école de ski de Furtwangen et devient membre des douanes. Finalement, il devient champion du monde junior du sprint à Soldier Hollow. 
Il fait ses débuts en Coupe du monde en mars 2017 à Drammen sur le sprint. En 2018, il obtient une sélection pour le Tour de ski, où il marque ses premiers points pour la Coupe du monde avec une 23e place à Oberstdorf.
Au début de la saison 2018-2019, il prend la 17e place du Lillehammer Triple, grâce notamment au meilleur temps sur la poursuite. Il est aussi participant à ses premiers championnats du monde en 2019, où il est notamment 18e du quinze kilomètres classique.
Lors de l'hiver 2020-2021, il réalise sa meilleure manche lors du Tour de ski à Val di Fiemme, où il arrive sixième du quinze kilomètres classique et huitième du sprint classique. Aux Championnats du monde à Oberstdorf, il passe le cap des qualifications en sprint, finalement 28e et se classe surtout septième avec le relais.

## Palmarès

### Championnats du monde
| Épreuve / Édition        | Sprint                           | Sprint                           | 15 km                            | 15 km                            | Skiathlon 2 × 15 km | 50 km | Relais | Relais                    |
| Épreuve / Édition        | libre                            | classique                        | libre                            | classique                        | Skiathlon 2 × 15 km | 50 km | Sprint | 4 × 10 km                 |
| Mondiaux 2019 Seefeld    | 41e                              | Épreuve inexistante à cette date | Épreuve inexistante à cette date | 18e                              | —                   | —     | 14e    | —                         |
| Mondiaux 2021 Oberstdorf | Épreuve inexistante à cette date | 28e                              | -                                | Épreuve inexistante à cette date | —                   | 39e   | 12e    | 7e                        |
| Mondiaux 2023 Planica    | Épreuve inexistante à cette date |                                  |                                  |                                  |                     |       |        | Médaille de bronze, monde |

Légende :
- : pas d'épreuve
- — : non disputée par Brugger

### Coupe du monde
- Meilleur classement général : 43e en 2021.
- 1 podium en relais : 1 troisième place.

#### Courses par étapes
- Nordic Opening : 1 victoire d'étape.

#### Classements par saison
| Saison / Épreuve | Général | Général | Distance | Distance | Sprint | Sprint | Nordic Opening depuis 2011 | Tour de ski depuis 2007 | Finales depuis 2008 |
| ---------------- | ------- | ------- | -------- | -------- | ------ | ------ | -------------------------- | ----------------------- | ------------------- |
| Saison / Épreuve | Place   | Points  | Place    | Points   | Place  | Points | Nordic Opening depuis 2011 | Tour de ski depuis 2007 | Finales depuis 2008 |
| 2018             | 133e    | 8       | 86e      | 8        | -      | -      | -                          | Abandon                 | -                   |
| 2019             | 61e     | 93      | 43e      | 61       | 86e    | 4      | 17e                        | Abandon                 | 47e                 |
| 2020             | nc      | -       | nc       | -        | nc     | -      | 40e                        | Abandon                 | -                   |
| 2021             | 43e     | 126     | 38e      | 76       | 43e    | 30     | -                          | 30e                     | -                   |

Légende : 
- nc : non-classé

### Championnats du monde junior
- Soldier Hollow 2017 :
  -  Médaillé d'or en sprint classique.

### Festival olympique de la jeunesse européenne
- 2015 à Steg :
  -  Médaille d'or du 7,5 kilomètres libre.
  -  Médaille de bronze du dix kilomètres classique
  -  Médaille de bronze du relais mixte.